# アッシュル・ナディン・アヘ2世
アッシュル・ナディン・アヘ2世（Ashur Nadin Ahhe II、在位:紀元前1403年 - 紀元前1393年）は一般に古アッシリア時代の最後のアッシリアの王である。アマルナ文書に名前を残しており、エジプトとの間の外交関係を確認できる最古のアッシリア王である。名前の意味は「アッシュル神が兄弟を与えて下さった」である。
紀元前15世紀から紀元前14世紀初頭にかけて、アッシュル・ナディン・アヘと言う名のアッシリア王が2人いたが、彼等については殆ど何も分かっていない。だが、彼らのうちの一人はアマルナ文書にその名が登場する。後のアッシリア王、アッシュル・ウバリト1世からエジプト王アメンホテプ4世（アクエンアテン）へ宛てた書簡（EA16）の中で、アッシュル・ナディン・アヘはエジプトへ使者を派遣して、黄金を受け取った人物として言及される。彼の治世中、アッシリアとエジプト両王家の間に婚姻関係と同盟関係が成立していたと考えられる。近年、アマルナ文書のアッシュル・ナディン・アヘは、アッシュル・ナディン・アプリの誤記であり、別人ではないかと言う論争があった。